# Uroš Spajić
Uroš Spajić (in serbo Урош Спајић?; Belgrado, 13 febbraio 1993) è un calciatore serbo, difensore del Beijing Guoan e della nazionale serba.

## Carriera

### Club
Nella stagione 2012-2013 ha disputato 16 partite nel massimo campionato serbo ed una partita in UEFA Europa League con la maglia della Stella Rossa.
Il 1º luglio 2013 si trasferisce in Francia al Tolosa, che lo acquista a titolo definitivo per 1,52 milioni di euro.

### Nazionale
Il 4 settembre 2015 fa il suo debutto con la maglia della nazionale serba nella partita valida per le qualificazioni ad Euro 2016 giocata a Novi Sad contro l'Armenia, partita poi terminata 2-0 per i serbi, nella quale è stato schierato titolare.
È stato convocato per i Mondiali 2018, nonostante non giocasse una partita in nazionale maggiore da 2 anni.

## Statistiche

### Presenze e reti nei club
Statistiche aggiornate al 14 marzo 2021.
| Stagione            | Squadra             | Campionato          | Campionato | Campionato | Coppe nazionali | Coppe nazionali | Coppe nazionali | Coppe continentali | Coppe continentali | Coppe continentali | Altre coppe | Altre coppe | Altre coppe | Totale | Totale |
| Stagione            | Squadra             | Comp                | Pres       | Reti       | Comp            | Pres            | Reti            | Comp               | Pres               | Reti               | Comp        | Pres        | Reti        | Pres   | Reti   |
| ------------------- | ------------------- | ------------------- | ---------- | ---------- | --------------- | --------------- | --------------- | ------------------ | ------------------ | ------------------ | ----------- | ----------- | ----------- | ------ | ------ |
| 2010-gen. 2011      | Stella Rossa        | SL                  | 0          | 0          | CS              | 1               | 0               | -                  | -                  | -                  | -           | -           | -           | 1      | 0      |
| gen.-giu. 2011      | Sopot               | 3L                  | ?          | ?          | CS              | 0               | 0               | -                  | -                  | -                  | -           | -           | -           | 0+     | 0+     |
| 2011-2012           | Sopot               | 3L                  | ?          | ?          | CS              | 0               | 0               | -                  | -                  | -                  | -           | -           | -           | 0+     | 0+     |
| Totale Sopot        | Totale Sopot        | Totale Sopot        | 0+         | 0+         |                 | 0               | 0               |                    | -                  | -                  |             | -           | -           | 0+     | 0+     |
| 2012-2013           | Stella Rossa        | SL                  | 16         | 0          | CS              | 1               | 0               | UEL                | 1                  | 0                  | -           | -           | -           | 18     | 0      |
| Totale Stella Rossa | Totale Stella Rossa | Totale Stella Rossa | 16         | 0          |                 | 2               | 0               |                    | 1                  | 0                  |             | -           | -           | 19     | 0      |
| 2013-2014           | Tolosa              | L1                  | 32         | 0          | CF+CdL          | 1+1             | 0+1             | -                  | -                  | -                  | -           | -           | -           | 34     | 1      |
| 2014-2015           | Tolosa              | L1                  | 17         | 0          | CF+CdL          | 1+0             | 0               | -                  | -                  | -                  | -           | -           | -           | 18     | 0      |
| 2015-2016           | Tolosa              | L1                  | 14         | 0          | CF+CdL          | 1+4             | 0               | -                  | -                  | -                  | -           | -           | -           | 19     | 0      |
| Totale Tolosa       | Totale Tolosa       | Totale Tolosa       | 63         | 0          |                 | 8               | 1               |                    | -                  | -                  |             | -           | -           | 71     | 1      |
| 2016-2017           | Anderlecht          | PL                  | 19+9       | 1+0        | CB              | 2               | 1               | UEL                | 9                  | 0                  | -           | -           | -           | 39     | 2      |
| 2017-2018           | Anderlecht          | PL                  | 23+5       | 1+0        | CB              | 2               | 0               | UCL                | 5                  | 0                  | SB          | 1           | 0           | 36     | 1      |
| Totale Anderlecht   | Totale Anderlecht   | Totale Anderlecht   | 42+14      | 2+0        |                 | 4               | 1               |                    | 14                 | 0                  |             | 1           | 0           | 75     | 3      |
| 2018-2019           | Krasnodar           | PL                  | 28         | 0          | CR              | 2               | 0               | UEL                | 9                  | 0                  | -           | -           | -           | 39     | 0      |
| 2019-2020           | Krasnodar           | PL                  | 15         | 1          | CR              | 1               | 0               | UCL+UEL            | 4+6                | 0                  | -           | -           | -           | 26     | 1      |
| Totale Krasnodar    | Totale Krasnodar    | Totale Krasnodar    | 43         | 1          |                 | 3               | 0               |                    | 19                 | 0                  |             | -           | -           | 65     | 1      |
| 2020-2021           | Feyenoord           | ED                  | 16         | 0          | CO              | 1               | 0               | UEL                | 6                  | 0                  | -           | -           | -           | 23     | 0      |
| Totale carriera     | Totale carriera     | Totale carriera     | 180+14     | 3+0        |                 | 18              | 2               |                    | 40                 | 0                  |             | 1           | 0           | 253    | 5      |

### Cronologia presenze e reti in nazionale
| Cronologia completa delle presenze e delle reti in nazionale ― Serbia | Cronologia completa delle presenze e delle reti in nazionale ― Serbia | Cronologia completa delle presenze e delle reti in nazionale ― Serbia | Cronologia completa delle presenze e delle reti in nazionale ― Serbia | Cronologia completa delle presenze e delle reti in nazionale ― Serbia | Cronologia completa delle presenze e delle reti in nazionale ― Serbia | Cronologia completa delle presenze e delle reti in nazionale ― Serbia | Cronologia completa delle presenze e delle reti in nazionale ― Serbia |
| Data                                                                  | Città                                                                 | In casa                                                               | Risultato                                                             | Ospiti                                                                | Competizione                                                          | Reti                                                                  | Note                                                                  |
| --------------------------------------------------------------------- | --------------------------------------------------------------------- | --------------------------------------------------------------------- | --------------------------------------------------------------------- | --------------------------------------------------------------------- | --------------------------------------------------------------------- | --------------------------------------------------------------------- | --------------------------------------------------------------------- |
| 4-9-2015                                                              | Novi Sad                                                              | Serbia                                                                | 2 – 0                                                                 | Armenia                                                               | Qual. Euro 2016                                                       | -                                                                     |                                                                       |
| 7-9-2015                                                              | Bordeaux                                                              | Francia                                                               | 2 – 1                                                                 | Serbia                                                                | Amichevole                                                            | -                                                                     | 89’                                                                   |
| 23-3-2016                                                             | Poznań                                                                | Polonia                                                               | 1 – 0                                                                 | Serbia                                                                | Amichevole                                                            | -                                                                     | 90+1’                                                                 |
| 29-3-2016                                                             | Tallinn                                                               | Estonia                                                               | 0 – 1                                                                 | Serbia                                                                | Amichevole                                                            | -                                                                     | 46’                                                                   |
| 31-5-2016                                                             | Novi Sad                                                              | Serbia                                                                | 3 – 1                                                                 | Israele                                                               | Amichevole                                                            | -                                                                     | 46’                                                                   |
| 10-9-2018                                                             | Belgrado                                                              | Serbia                                                                | 2 – 2                                                                 | Romania                                                               | UEFA Nations League 2018-2019 - 1º turno                              | -                                                                     |                                                                       |
| 20-3-2019                                                             | Wolfsburg                                                             | Germania                                                              | 1 – 1                                                                 | Serbia                                                                | Amichevole                                                            | -                                                                     |                                                                       |
| 25-3-2019                                                             | Lisbona                                                               | Portogallo                                                            | 1 – 1                                                                 | Serbia                                                                | Qual. Euro 2020                                                       | -                                                                     | 79’                                                                   |
| 7-6-2019                                                              | Leopoli                                                               | Ucraina                                                               | 5 – 0                                                                 | Serbia                                                                | Qual. Euro 2020                                                       | -                                                                     | 32’                                                                   |
| 10-6-2019                                                             | Belgrado                                                              | Serbia                                                                | 4 – 1                                                                 | Lituania                                                              | Qual. Euro 2020                                                       | -                                                                     |                                                                       |
| 10-9-2019                                                             | Lussemburgo                                                           | Lussemburgo                                                           | 1 – 3                                                                 | Serbia                                                                | Qual. Euro 2020                                                       | -                                                                     | 56’                                                                   |
| 12-11-2020                                                            | Belgrado                                                              | Serbia                                                                | 1 – 1 dts (4 – 5 dtr)                                                 | Scozia                                                                | Qual. Euro 2020                                                       | -                                                                     | 108’                                                                  |
| 15-11-2020                                                            | Budapest                                                              | Ungheria                                                              | 1 – 1                                                                 | Serbia                                                                | UEFA Nations League 2020-2021 - 1º turno                              | -                                                                     | 64’                                                                   |
| 18-11-2020                                                            | Belgrado                                                              | Serbia                                                                | 5 – 0                                                                 | Russia                                                                | UEFA Nations League 2020-2021 - 1º turno                              | -                                                                     |                                                                       |
| 30-3-2021                                                             | Baku                                                                  | Azerbaigian                                                           | 1 – 2                                                                 | Serbia                                                                | Qual. Mondiali 2022                                                   | -                                                                     | 45+1’                                                                 |
| 6-6-2021                                                              | Miki                                                                  | Giamaica                                                              | 1 – 1                                                                 | Serbia                                                                | Amichevole                                                            | -                                                                     | 46’                                                                   |
| 11-6-2021                                                             | Kobe                                                                  | Giappone                                                              | 1 – 0                                                                 | Serbia                                                                | Amichevole                                                            | -                                                                     |                                                                       |
| 9-10-2021                                                             | Lussemburgo                                                           | Lussemburgo                                                           | 0 – 1                                                                 | Serbia                                                                | Qual. Mondiali 2022                                                   | -                                                                     | 46’                                                                   |
| 11-11-2021                                                            | Belgrado                                                              | Serbia                                                                | 4 – 0                                                                 | Qatar                                                                 | Amichevole                                                            | -                                                                     |                                                                       |
| 14-11-2021                                                            | Lisbona                                                               | Portogallo                                                            | 1 – 2                                                                 | Serbia                                                                | Qual. Mondiali 2022                                                   | -                                                                     | 65’                                                                   |
| 4-6-2024                                                              | Vienna                                                                | Austria                                                               | 2 – 1                                                                 | Serbia                                                                | Amichevole                                                            | -                                                                     | 46’                                                                   |
| Totale                                                                |                                                                       | Presenze                                                              | 21                                                                    |                                                                       | Reti                                                                  | 0                                                                     |                                                                       |

## Palmarès

### Club

#### Competizioni nazionali
- Campionato belga: 1

Anderlecht: 2016-2017
- Supercoppa belga: 1

Anderlecht: 2017
- Campionato serbo: 2

Stella Rossa: 2022-2023, 2023-2024
- Coppa di Serbia: 1

Stella Rossa: 2023-2024